# Orfeó Gracienc
L'Orfeó Gracienc és una entitat cultural fundada inicialment com a societat coral el primer dia del 1904 per Joan Balcells a la vila de Gràcia (actualment un barri de Barcelona).

## Història
A causa del prestigi del seu fundador, el cor va participar en concerts d'artistes cèlebres com Enric Morera, Joan Lamote de Grignon i Pau Casals, qui la va incorporar als concerts de l'Orquestra Pau Casals des del 1925. El 1934, conjuntament amb l'orquestra i al Palau de la Música Catalana, va realitzar la primera audició a Espanya de la Simfonia dels Psalms d'Ígor Stravinski, sota la direcció del mateix Stravinsky. En Pere Jordà i Valls, conegut com a director de la Coral Violeta de Clavé, compositor, violinista i alumne d'Enric Morera, també va ser el seu director.
Després de l'aturada d'activitats deguda a la guerra civil espanyola i als primers anys de dictadura franquista, el 1945 l'Orfeó Gràcienc va reprendre l'activitat musical sota la direcció d'Antoni Pérez i Simó. L'any 1950 presentà per primer cop a Barcelona el Messies de Haendel, el 1952 la Passió segons Sant Joan de Johann Sebastian Bach i el 1969 assolí renom internacional en participar en el XVII Concurs Polifònic Internacional d'Arezzo (Itàlia).
Paral·lelament, l'entitat va anar creixent amb la fundació de diversos cors: Coloraines (cor infantil), Tàndem (cor juvenil), Roig Korai (cor de noies), Veus amb Gràcia (cor no-professional), Veus de Tardor (cor sènior), així com d'altres seccions culturals, com STOG Teatre, l'Esbart Dansaire i l'Escola de Música.
L'any 1988, el mestre Poire Vallvé i Cordomí es va fer càrrec de la direcció dels cors infantils i juvenils i el 1996 va ser nomenat director musical de l'Orfeó Gracienc. El 2021, en ple procés de renovació de l'entitat, agafà el relleu l'equip format per Pablo Larraz com a director del cor principal i Laia Santanach com a directora artística de l'entitat.

## Fites i reconeixements
L'Orfeó Gracienc ha enregistrat 28 discs i ha estat dirigit per mestres de gran prestigi, com Pau Casals, Igor Strawinsky, Heitor Villa-Lobos, Géorge Sebastian, Eduard Toldrà i Antoni Ros Marbà, entre d'altres. Ha ofert nombrosos concerts a Barcelona, entre elles al Palau de la Música i al Gran Teatre del Liceu. També a la resta de Catalunya, Andorra, Mallorca, Menorca, Madrid, Saragossa, València, Alacant, en diferents ciutats franceses, a Itàlia, Àustria, Ciutat del Vaticà, Holanda, Liechtenstein i Alemanya.
El 1986 l'entitat va rebre la Creu de Sant Jordi de la Generalitat de Catalunya en reconeixement de la seva tasca cultural. I el 2006 va rebre Medalla d'Or de la Ciutat de Barcelona. L'Orfeó Gracienc forma part del Col·lectiu d'Entitats Culturals Històriques de Gràcia (G6).